# Лас-Паррас-де-Кастельйоте
Лас-Паррас-де-Кастельйоте (ісп. Las Parras de Castellote) — муніципалітет в Іспанії, у складі автономної спільноти Арагон, у провінції Теруель. Населення — 73 особи (2010).
Муніципалітет розташований на відстані близько 290 км на схід від Мадрида, 85 км на північний схід від міста Теруель.
На території муніципалітету розташовані такі населені пункти: (дані про населення за 2010 рік)
- Хаганта: 10 осіб
- Лас-Паррас-де-Кастельйоте: 63 особи

## Демографія
Динаміка населення (INE ):